# Sean Bean
Pour les articles homonymes, voir Bean.
 (décembre 2018).
Shaun Mark Bean, dit Sean Bean [ ʃɔːn biːn], est un acteur britannique né le 17 avril 1959 à Sheffield, dans le Yorkshire (Angleterre).
Après avoir été diplômé de la Royal Academy of Dramatic Art, il fait en 1983 ses débuts professionnels au théâtre avec Roméo et Juliette.
Conservant son accent distinctif du Yorkshire, il trouve la notoriété auprès du grand public avec son interprétation de Richard Sharpe dans la série télévisée Sharpe (1993-1997 / 2006-2008). Par la suite, il joue aux côtés de Harrison Ford dans le film Jeux de guerre (1992), puis de Pierce Brosnan dans GoldenEye (1995), 17e opus de la saga James Bond où il tient le rôle d'Alec Trevelyan. En 1998, il fait partie de la distribution d'ensemble du film Ronin.
Il obtient une notoriété mondiale avec sa participation, entre 2001 et 2003, à l'adaptation cinématographique de Peter Jackson des romans de fantasy Le Seigneur des anneaux, où il incarne Boromir, un des membres de la Fraternité de l'Anneau. Il enchaîne ensuite les rôles, apparaissant notamment dans Equilibrium (2002), Henry VIII (2003), Troie (2004), Benjamin Gates et le Trésor des Templiers (2004), The Island (2005), Silent Hill (2006) et Black Death (2010).
Au début des années 2010, il joue une nouvelle fois un rôle populaire, celui d'Eddard « Ned » Stark, gouverneur du Nord et seigneur de Winterfell, dans la série Game of Thrones (2011). Cette décennie lui permet d'alterner entre le grand écran, avec des rôles dans Jupiter : Le Destin de l'univers (2015), Pixels (2015), Seul sur Mars (2015), et le petit écran, avec des rôles dans Legends (2014-2015), The Frankenstein Chronicles (2015-2017), Broken (2017), Les Médicis : Maîtres de Florence (2018), Curfew (en) (2019) et Time (en) (2021).
Faisant office de narrateur dans de nombreuses œuvres, il prête sa voix à des personnages, interprétant notamment Martin Septim dans le jeu The Elder Scrolls IV: Oblivion (2006) et il double pour la version anglophone le roi Regis Lucis Caelum CXIII dans le film Kingsglaive: Final Fantasy XV (2016) et le jeu Final Fantasy XV (2016). Il fait aussi la voix off du jeu Civilization VI (2016).

## Biographie

### Biographie
Shaun Mark Bean, né à Handsworth dans le district de Sheffield, dans le Yorkshire du Sud, est le fils de Brian et de Rita Bean. Son père possédait une entreprise de fabrication employant 50 personnes, dont la mère de Bean, qui y travaillait comme secrétaire. Bien qu'elle soit devenue relativement riche, la famille ne s'est jamais éloignée de cette région car elle préférait rester proche de ses amis et parents. Il a une sœur cadette nommée Lorraine.
En brisant une vitre sous l'emprise de la colère, le jeune Sean reçoit un éclat de verre dans la jambe qui lui laisse une large cicatrice et l'empêche de marcher normalement pendant quelque temps. Il avait envisagé de devenir footballeur professionnel, mais doit se contenter du rôle de fervent supporter, notamment de son club de football fétiche, Sheffield United.
Il quitte l'école à seize ans et pratique divers petits métiers, dont vendeur de fromages dans un supermarché et soudeur pour le compte de son père.
Il découvre le métier d'acteur en suivant des cours de théâtre au collège. En 1981, il est accepté à la Royal Academy of Dramatic Art (RADA) dont il sort diplômé en 1983, ayant gagné la médaille d'argent pour son rôle dans la pièce En attendant Godot.

### Carrière d'acteur
Il commence sa carrière en jouant dans des pièces de théâtres, puis participe à des films et des séries télévisées. Sean Bean interprète alors surtout des rôles de séducteur et de « beau gosse », mais aussi de « méchant garçon ». Devenu acteur, il adopte l'orthographe irlando-écossaise de son prénom, « Sean ».
En 1983, il entame sa carrière professionnelle au Watermill Theatre, à Newbury, avec le rôle de Tybalt dans Roméo et Juliette. Ses premiers rôles impliquent un travail en direct et parfois à l'écran, où sa première apparition est dans une publicité pour de la bière non alcoolisée. Entre 1986 et 1988, il fait le tour de l'Angleterre avec la Royal Shakespeare Company pour présenter des productions telles que Roméo et Juliette et Songe d'une nuit d'été. Il tourne son premier film en 1986, jouant le rôle de Ranuccio Thomasoni dans le film de Derek Jarman Caravaggio. Il retrouvera celui-ci en 1988 dans War Requiem, avec en vedette Lord Laurence Olivier.
À la fin des années 1980 et au début des années 1990, il devient un acteur reconnu de la télévision britannique. Il joue des rôles notables dans Clarissa (production de la BBC) et Lady Chatterley (en) (mini-série de Ken Russell, où les scènes de sexe entre lui et Joely Richardson lui sont difficiles [référence]). Puis il incarne dans la série Sharpe le personnage de Richard Sharpe, qui lui sera le plus associé. En 1990, Sean Bean partage l'affiche avec Richard Harris dans une adaptation de Jim Sheridan de la pièce de John B. Keane, The Field.
Son interprétation de Richard Sharpe dans la série télévisée britannique Sharpe lui a apporté la notoriété au Royaume-Uni. Les rôles les plus célèbres de Sean Bean à l'international sont, d'une part, celui de Boromir dans Le Seigneur des anneaux, d'autre part, celui de l'agent secret Alec Trevelyan 006, ami, puis adversaire de James Bond 007 dans GoldenEye. 
Après son rôle de méchant dans James Bond, on le voit de plus en plus au cinéma. Il incarne un footballeur alcoolique dans Jimmy (1996), puis le Comte Vronsky dans une nouvelle adaptation d'Anna Karénine (1997) avec Sophie Marceau, un mercenaire dans Ronin (1999), ou encore un voleur impitoyable et sans scrupules dans Pas un mot (2001), puis le coéquipier de Christian Bale dans Equilibrium (2002).
En 2004, il joue le rôle d'Ulysse sous la direction de Wolfgang Petersen dans le péplum à très gros budget Troie, inspiré de la mythologie grecque.
Ensuite, on le voit alterner entre de grosses productions hollywoodiennes comme Benjamin Gates et le Trésor des Templiers (2004) et The Island (2005) et des films plus indépendants et dramatiques comme The Dark (2005), L'affaire Josey Aimes (2005) ou Outlaw (2007). Dans Flight Plan, il incarne le commandant de bord.
En 2006, il figure dans la distribution du film Silent Hill, adapté du jeu vidéo du même nom. Une suite à laquelle il participe est réalisée plus tard, Silent Hill Revelation 3D (2012).
Il reprend en 2007 le rôle du psychopathe John Ryder dans le remake Hitcher.
En 2010, il joue dans les films Percy Jackson : Le Voleur de foudre, Ca$h, Black Death, Age of Heroes, Death Race 2 et The Lost Future (TV).
En 2011, il interprète le rôle de Lord Eddard Stark, dans la première saison de la série Le trône de fer, adaptée de la saga littéraire du même nom de l'écrivain américain George R. R. Martin.
L'année suivante, il tient le rôle du roi dans le film Blanche Neige.
En 2015, il figure dans la distribution de trois films destinés à un large public : Jupiter : Le Destin de l'univers de Lana et Andy Wachowski, Pixels de Chris Columbus et Seul sur Mars de Ridley Scott, adaptation cinématographique du roman de Andy Weir. La même année, et jusqu'en 2017, il joue le rôle de l'inspecteur John Marlott, membre de la Thames River Police, dans le drama historique télévisée The Frankenstein Chronicles qui se déroule à Londres, en 1827.
En 2016, il prête sa voix au narrateur de Sid Meir's Civilization 6, jeu édité par Firaxis ; il participe notamment au trailer de lancement et à l'arbre technologique.
Le studio IO Interactive lui propose en 2018 d'incarner Mark Faba, une des cibles fugitives du jeu vidéo Hitman 2.
En 2021, il joue le rôle d'un prisonnier dans la série  Time (en).

### Vie privée
Sean Bean est par quatre fois divorcé, la première fois de Debra James, coiffeuse. Le couple se sépare au début des années 1980 après que l'acteur a pris la décision de partir à Londres poursuivre des études de théâtre.
La deuxième fois, il divorce de l'actrice Melanie Hill, dont il a eu deux filles. Ils sont restés mariés plus de quinze ans, vus à l'époque comme l'un des couples les plus célèbres du cinéma britannique. 
La troisième fois, il divorce de l'actrice Abigail Cruttenden, rencontrée sur le tournage de Sharpe ; elle est la mère de sa troisième fille, Evie Natasha.
En décembre 2007, la presse britannique annonce le quatrième mariage de celui qu'elle surnomme The Lord of the Wedding Rings (« Le Seigneur des Anneaux de Mariage », en référence à son rôle dans la Trilogie du Seigneur des anneaux) avec sa petite amie de longue date, l'actrice Georgina Sutcliffe, mais il ne s'agit encore que de rumeurs. Sean Bean l'épouse le 19 février 2008 et en divorce courant 2010.
En 2017, l'acteur se remarie une cinquième fois, avec Ashley Moore.
Sean Bean possède trois tatouages : « 100% blade », en hommage à son équipe de football favorite, le Sheffield United, sur le haut du bras gauche ; un deuxième sur le poignet droit, représentant les initiales de ce club (SUFC) et datant du jour où cette équipe, habituée du Championship (Ligue 2 britannique), a enfin atteint la Premier League. Il porte un troisième tatouage au bras droit, représentant le chiffre 9 dans la langue des Elfes, en souvenir de sa participation à la trilogie du Seigneur des anneaux,
Il possède une marque distinctive : une cicatrice au-dessus de l'œil, à la suite d'un coup infligé par Harrison Ford durant un accident de tournage sur Jeux de guerre, où il interprète un terroriste irlandais.
Politiquement de gauche, il soutient Jeremy Corbyn, chef du Parti travailliste.

## Filmographie

### Cinéma

#### Années 1980
- 1984 : Winter Flight : Hooker
- 1986 : Caravaggio : Ranuccio
- 1988 : Un lundi trouble (Stormy Monday) : Brendan
- 1988 : Monstres et Merveilles dans l'épisode « La Promise » : le Jardinier/le Prince

- 1989 : War Requiem : le Soldat allemand
- 1989 : How to Get Ahead in Advertising : Larry Frisk

#### Années 1990
- 1990 : Windprints : Anton van Heerden
- 1990 : The Field : Tadgh McCabe
- 1991 : In the Border Country : Smith
- 1991 : Prince : Jack Morgan
- 1992 : Jeux de guerre (Patriot Games) : Sean Miller
- 1994 : Shopping : Venning
- 1994 : L'Étalon noir (Black Beauty) de Caroline Thompson : Farmer Grey
- 1995 : GoldenEye : Alec Trevelyan 006 / Janus
- 1996 : Jimmy (When Saturday Comes) : Jimmy Muir
- 1997 : Anna Karénine (Anna Karenina) : Vronsky
- 1997 : Sharpe: The Legend (vidéo) : Richard Sharpe
- 1998 : Commando d'élite (Airborne) : Dave Toombs
- 1998 : Ronin : Spence
- 1999 : Bravo Two Zero : Andy McNab

#### Années 2000
- 2000 : Essex Boys : Jason Locke
- 2001 : Pas un mot (Don't Say a Word) : Patrick Koster
- 2001 : Le Seigneur des anneaux : La Communauté de l'anneau (The Lord of the Rings: The Fellowship of the Ring) : Boromir
- 2002 : Tom et Thomas (Tom & Thomas) : Paul Sheppard
- 2002 : Equilibrium : Errol Partridge
- 2002 : Le Seigneur des anneaux : Les Deux Tours (The Lord of the Rings: The Two Towers) : Boromir (version longue)
- 2003 : The Big Empty : Cowboy
- 2003 : Le Seigneur des anneaux : Le Retour du roi (The Lord of the Rings: The Return of the King) : Boromir (version longue)
- 2004 : Troie (Troy) : Ulysse
- 2004 : Benjamin Gates et le Trésor des Templiers (National Treasure) : Ian Howe
- 2005 : The Dark : James
- 2005 : The Island : Merrick
- 2005 : L'Affaire Josey Aimes (North Country) : Kyle
- 2005 : Flight Plan (Flightplan) : Captain Rich
- 2006 : Silent Hill : Christopher Da Silva
- 2007 : Hitcher : John Ryder
- 2007 : Outlaw : Danny Bryant
- 2007 : Far North : Loki

#### Années 2010
- 2010 : Percy Jackson : Le Voleur de foudre (Percy Jackson & the Olympians: The Lightning Thief) de Chris Columbus : Zeus
- 2010 : Ca$h de Stephen Milburn Anderson : Pyke Kubic / Reese Kubic
- 2010 : Black Death de Christopher Smith : Ulric
- 2010 : Age of Heroes d'Adrian Vitoria : Jones
- 2010 : Death Race 2 de Roel Reiné : Marcus Kane
- 2011 : Menace d'État (Cleanskin) de Hadi Hajaig : Ewan
- 2012 : Blanche-Neige (Mirror, Mirror) de Tarsem Singh : le roi, le père de Blanche-Neige
- 2012 : Soldiers of Fortune de Maksim Korostyshevsky (de) : Dimidov
- 2012 : Silent Hill: Revelation 3D de M. J. Bassett : Harry
- 2014 : Ultimate Endgame (Wicked Blood) de Mark Young : Oncle Frank Stinson
- 2014 : Any Day de Rustam Branaman : Vian
- 2015 : Jupiter : Le Destin de l'univers (Jupiter Ascending) de Lana et Andy Wachowski : Stinger
- 2015 : Pixels de Chris Columbus : Caporal Hill
- 2015 : Seul sur Mars (The Martian) de Ridley Scott : Mitch Henderson
- 2016 : Le Jeune Messie (The Young Messiah) de Cyrus Nowrasteh : Severus
- 2016 : Kingsglaive: Final Fantasy XV (キングスグレイブ ファイナルファンタジーXV, Kingusugureibu: Fainaru Fantajī Fifutīn?) de Takeshi Nozue : Regis Lucis Caelum CXIII (voix)[9]
- 2017 : Drone de Jason Bourque : Neil Wistin
- 2019 : Possessor de Brandon Cronenberg

#### Années 2020
- 2020 : Le Peuple Loup : Bill Goodfellowe (voix)
- 2023 : Les Chevaliers du Zodiaque (聖闘士星矢 The Beginning, Knights of the Zodiac?) de Tomasz Bagiński : Alman Kiddo
- n/a : The 4th Reich de Shaun Robert Smith : Sergent Major Gordon
- 2024 : Deep Cover de Tom Kingsley

### Télévision

#### Téléfilms
- 1984 : Punters : Lurch
- 1985 : Exploits at West Poley : Scarred Man
- 1985 : Samson and Delilah : Billy
- 1988 : Troubles: Capt. Bolton
- 1989 : The Fifteen Streets : Dominic O'Brien
- 1990 : Lorna Doone : Carver Doone
- 1990 : Small Zones : Vic
- 1990 : Wedded: Man
- 1991 : Clarissa : Robert Lovelace
- 1991 : Cauchemar d'amour (Tell Me That You Love Me) : Gabriel Lewis
- 1992 : Fool's Gold: The Story of the Brink's-Mat Robbery : Micky McAvoy
- 1993 : Sharpe's Rifles : Lt. Richard Sharpe
- 1993 : Sharpe's Eagle : Capt. Richard Sharpe
- 1993 : Lady Chatterley (en) (mini-série) : Mellors
- 1993 : A Woman's Guide to Adultery : Paul
- 1994 : Sharpe's Company : Capt. Richard Sharpe
- 1994 : Sharpe's Enemy : Major Richard Sharpe
- 1994 : Sharpe's Honour : Major Richard Sharpe
- 1994 : Jacob: Esau
- 1995 : Sharpe's Gold : Major Richard Sharpe
- 1995 : Sharpe's Battle : Major Richard Sharpe
- 1995 : Sharpe's Sword : Major Richard Sharpe
- 1995 : In Search of James Bond with Jonathan Ross : Alec Trevelyan
- 1996 : Sharpe's Regiment : Major Richard Sharpe
- 1996 : Sharpe's Siege : Major Richard Sharpe
- 1996 : Sharpe's Mission : Richard Sharpe
- 1997 : Sharpe's Revenge : Richard Sharpe
- 1997 : Sharpe's Justice : Richard Sharpe
- 1997 : Sharpe's Waterloo : Richard Sharpe
- 1999 : Extremely Dangerous :: Neil Byrne
- 2003 : Henry VIII : Robert Aske
- 2004 : Le Clan des rois (Pride) : Dark (voix)
- 2006 : Faceless : Eddie Prey
- 2006 : Sharpe's Challenge: Richard Sharpe
- 2008 : Sharpe's peril : Richard Sharpe
- 2009 : The Red Riding Trilogy : John Dawson
- 2010 : The Lost Future : Amal

#### Série télévisées
- 1988 : Monstres et merveilles : Le Prince (épisode 9 La Promise)
- 1991 : My Kingdom for a Horse : Steve
- 1994 : Scarlett (feuilleton TV) : Lord Richard Fenton
- 2008 : Crusoe : James Crusoe (4 épisodes)
- 2011 : Game of Thrones : Eddard Stark (9 épisodes)
- 2012 : Missing : Au cœur du complot: Paul Winstone
- 2014-2015 : Legends : Martin Odum
- 2015-2017 : The Frankenstein Chronicles : John Marlott
- 2016 : Roman Empire : le narrateur
- 2017 : Broken : Father Michael Kerrigan[10]
- 2018 : Les Médicis : Maîtres de Florence : Jacopo de'Pazzi
- 2018 : The Oath : Tom Hammond
- 2019 : Curfew (en) : Errol Chambers
- 2019 : World on Fire : Douglas Bennett (mini-série)
- depuis 2020 : Snowpiercer  : M. Wilford (21 épisodes - en cours)
- depuis 2021 : Time (en) :  Mark Cobden (3 épisodes - en cours)
- 2022 : Marriage : Ian

### Jeux vidéo
- 1997 : GoldenEye 007 : Alec Trevelyan 006 / Janus
- 2006 : The Elder Scrolls IV: Oblivion : Martin Septim
- 2015 : Life is Feudal : Voix off
- 2015 : Kholat : Voix off
- 2016 : Civilization VI : Voix off
- 2016 : Final Fantasy XV : Regis Lucis Caelum CXIII (version anglaise)
- 2018 : Hitman 2 : Mark Faba (cible fugitive)

## Dans la culture populaire
Sean Bean est mort à l’écran environ vingt-six fois, films et séries télévisées compris, dans des circonstances souvent tragiques comme décapité, étouffé, empalé ou en tombant d'une falaise. Cependant, contrairement à la légende, plusieurs personnages interprétés par Sean Bean ont survécu dans de nombreux films.
Le comédien confie : « Pour être franc, je suis mort de nombreuses fois. J’ai vu ce montage d’extraits de mes morts à l’écran – cela semble un peu macabre, mais quand j’ai vu ça, je me suis rendu compte que j’avais oublié des scènes dans lesquelles j’étais mort… Je ne les prends pas à cœur… Parfois, les rôles que j’interprète, comme Boromir ou Ned Stark, continuent d’avoir une vie en ligne bien après. Je vois encore, comment vous les appelez – des memes ?… Ils seront probablement mon héritage involontaire ».
Mais parmi toutes ses scènes de trépas fracassantes, l'acteur confie qu'il a une préférence, pour celle du Seigneur des anneaux : La communauté de l'anneau : « C'est ma scène de mort préférée, et j'en ai fait quelques-unes », dit-il ainsi modestement au magazine américain, avant d'ajouter : « Il n'y a pas plus héroïque comme mort ».
En 2015, le Fossoyeur de films fait une courte vidéo sur les morts de Sean Bean pour faire le point sur les idées reçues et comparer les statistiques avec d'autres acteurs qui sont morts bien plus souvent à l'écran.

## Distinctions

### Nominations
- 2002 : Awards Circuit Community Awards de la meilleure distribution dans un drame d’aventure pour Le Seigneur des anneaux : La Communauté de l'anneau (2001) partagé avec Viggo Mortensen, Cate Blanchett, Orlando Bloom, Billy Boyd, Brad Dourif, Bernard Hill, Christopher Lee, Ian McKellen, Dominic Monaghan, Miranda Otto, John Rhys-Davies, Andy Serkis, Liv Tyler, Hugo Weaving, David Wenham et Elijah Wood.
- 7e cérémonie des Empire Awards 2002 : Meilleur acteur britannique dans un drame d’aventure pour Le Seigneur des anneaux : La Communauté de l'anneau (2001) pour le rôle de Boromir.
- 8e cérémonie des Screen Actors Guild Award 2002 : Meilleure distribution dans un drame d’aventure pour Le Seigneur des anneaux : La Communauté de l'anneau (2001) partagé avec Sean Astin, Viggo Mortensen, Cate Blanchett, Orlando Bloom, Billy Boyd, Ian Holm, Christopher Lee, Ian McKellen, Dominic Monaghan, John Rhys-Davies, Andy Serkis, Liv Tyler, Hugo Weaving et Elijah Wood.
- 2003 : DVD Exclusive Awards du meilleur commentaire audio dans un drame d’aventure pour Le Seigneur des anneaux : Les Deux Tours (2002) partagé avec Elijah Wood, Sean Astin, John Rhys-Davies, , Billy Boyd, Dominic Monaghan, Orlando Bloom, Christopher Lee, Bernard Hill, Miranda Otto, David Wenham, Brad Dourif, Karl Urban, John Noble, Craig Parker et Andy Serkis.
- 2004 : Phoenix Film Critics Society Awards de la meilleure distribution dans un drame d’aventure pour Le Seigneur des anneaux : Le Retour du roi (2003) partagé avec Sean Astin, Viggo Mortensen, Cate Blanchett, Orlando Bloom, Billy Boyd, Brad Dourif, Bernard Hill, Ian Holm, Ian McKellen, Dominic Monaghan, John Noble, Miranda Otto, John Rhys-Davies, Andy Serkis, Liv Tyler, Karl Urban, Hugo Weaving, David Wenham et Elijah Wood.
- 2011 : Online Film & Television Association Awards du meilleur acteur dans une série télévisée dramatique pour Le Trône de fer (2011-2019) pour le rôle d'Eddard Stark.
- 2011 : Scream Awards du meilleur acteur dans une série télévisée dramatique pour Le Trône de fer (2011-2019) pour le rôle d'Eddard Stark.
- 2012 : Fangoria Chainsaw Awards du meilleur acteur dans un drame historique pour Black Death (2010).
- 38e cérémonie des Saturn Awards 2012 : Meilleur acteur dans une série télévisée dramatique pour Le Trône de fer (2011-2019) pour le rôle d'Eddard Stark.
- 18e cérémonie des Screen Actors Guild Awards 2012 : Screen Actors Guild Award de la meilleure distribution pour une série télévisée dramatique pour Game of Thrones (2011-) partagée avec Amrita Acharia, Mark Addy, Alfie Allen, Josef Altin, Emilia Clarke, Susan Brown, Nikolaj Coster-Waldau, Peter Dinklage, Ron Donachie, Michelle Fairley, Jerome Flynn, Elyes Gabel, Aidan Gillen, Jack Gleeson, Iain Glen, Julian Glover, Kit Harington, Lena Headey, Isaac Hempstead-Wright, Conleth Hill, Richard Madden, Jason Momoa, Rory McCann, Ian McElhinney, Luke Barnes, Roxanne McKee, Dar Salim, Mark Stanley, Donald Sumpter, Sophie Turner et Maisie Williams.
- 60e cérémonie des British Academy Television Awards 2013 : Meilleur acteur dans une série télévisée dramatique pour Accused (2013).
- 41e cérémonie des People's Choice Awards 2015 : Acteur TV préféré dans une série télévisée dramatique pour The Frankenstein Chronicles  (2015-2017).
- 2018 : Broadcasting Press Guild Awards du meilleur acteur dans une série télévisée dramatique pour Broken (2017).
- 2018 : Royal Television Society Awards du meilleur acteur dans une série télévisée dramatique pour Broken (2017).
- 2020 : Indiana Film Journalists Association Awards de la meilleure performance vocale dans une comédie d'animation pour Le Peuple Loup (Wolfwalkers) (2020).

### Récompenses
- 2001 : Awards Circuit Community Awards de la meilleure distribution dans un drame d’aventure pour Le Seigneur des anneaux : La Communauté de l'anneau (2001) partagé avec Sean Astin, Viggo Mortensen, Cate Blanchett, Orlando Bloom, Billy Boyd, Ian Holm, Christopher Lee, Ian McKellen, Dominic Monaghan, John Rhys-Davies, Andy Serkis, Liv Tyler, Hugo Weaving et Elijah Wood.
- 2002 : Phoenix Film Critics Society Awards de la meilleure distribution dans un drame d’aventure pour Le Seigneur des anneaux : La Communauté de l'anneau (2001) partagé avec Sean Astin, Viggo Mortensen, Cate Blanchett, Orlando Bloom, Billy Boyd, Ian Holm, Christopher Lee, Ian McKellen, Dominic Monaghan, John Rhys-Davies, Andy Serkis, Liv Tyler, Hugo Weaving et Elijah Wood.
- 2003 : Awards Circuit Community Awards de la meilleure distribution dans un drame d’aventure pour Le Seigneur des anneaux : Le Retour du roi (2003) partagé avec Sean Astin, Viggo Mortensen, Cate Blanchett, Orlando Bloom, Billy Boyd, Brad Dourif, Bernard Hill, Ian Holm, Ian McKellen, Dominic Monaghan, John Noble, Miranda Otto, John Rhys-Davies, Andy Serkis, Liv Tyler, Karl Urban, Hugo Weaving, David Wenham et Elijah Wood.
- 2003 : National Board of Review Awards de la meilleure distribution dans un drame d’aventure pour Le Seigneur des anneaux : Le Retour du roi (2003) partagé avec Sean Astin, Viggo Mortensen, Cate Blanchett, Orlando Bloom, Billy Boyd, Brad Dourif, Bernard Hill, Ian Holm, Ian McKellen, Dominic Monaghan, John Noble, Miranda Otto, John Rhys-Davies, Andy Serkis, Liv Tyler, Karl Urban, Hugo Weaving, David Wenham et Elijah Wood.
- 2003 : Online Film Critics Society Awards de la meilleure distribution dans un drame d’aventure pour Le Seigneur des anneaux : Le Retour du roi (2003) partagé avec Sean Astin, Viggo Mortensen, Cate Blanchett, Orlando Bloom, Billy Boyd, Brad Dourif, Bernard Hill, Ian Holm, Ian McKellen, Dominic Monaghan, John Noble, Miranda Otto, John Rhys-Davies, Andy Serkis, Liv Tyler, Karl Urban, Hugo Weaving, David Wenham et Elijah Wood.
- 2003 : Phoenix Film Critics Society Awards de la meilleure distribution dans un drame d’aventure pour Le Seigneur des anneaux : Le Retour du roi (2003) partagé avec Sean Astin, Viggo Mortensen, Cate Blanchett, Orlando Bloom, Billy Boyd, Brad Dourif, Bernard Hill, Ian Holm, Ian McKellen, Dominic Monaghan, John Noble, Miranda Otto, John Rhys-Davies, Andy Serkis, Liv Tyler, Karl Urban, Hugo Weaving, David Wenham et Elijah Wood.
- 9e cérémonie des Critics' Choice Movie Awards 2004 : Meilleure distribution dans un drame d’aventure pour Le Seigneur des anneaux : Le Retour du roi (2003) partagé avec Sean Astin, Viggo Mortensen, Cate Blanchett, Orlando Bloom, Billy Boyd, Brad Dourif, Bernard Hill, Ian Holm, Ian McKellen, Dominic Monaghan, John Noble, Miranda Otto, John Rhys-Davies, Andy Serkis, Liv Tyler, Karl Urban, Hugo Weaving, David Wenham et Elijah Wood.
- 2004 : Gold Derby Film Awards de la meilleure distribution dans un drame d’aventure pour Le Seigneur des anneaux : Le Retour du roi (2003) partagé avec Sean Astin, Viggo Mortensen, Cate Blanchett, Orlando Bloom, Billy Boyd, Brad Dourif, Bernard Hill, Ian Holm, Ian McKellen, Dominic Monaghan, John Noble, Miranda Otto, John Rhys-Davies, Andy Serkis, Liv Tyler, Karl Urban, Hugo Weaving, David Wenham et Elijah Wood.
- 10e cérémonie des Screen Actors Guild Award 2004 : Meilleure distribution dans un drame d’aventure pour Le Seigneur des anneaux : Le Retour du roi (2003) partagé avec Sean Astin, Viggo Mortensen, Cate Blanchett, Orlando Bloom, Billy Boyd, Brad Dourif, Bernard Hill, Ian Holm, Ian McKellen, Dominic Monaghan, John Noble, Miranda Otto, John Rhys-Davies, Andy Serkis, Liv Tyler, Karl Urban, Hugo Weaving, David Wenham et Elijah Wood.
- Capri 2006 : Lauréat du Trophée Capri Global.
- 2007 : IGN Summer Movie Awards de la meilleure performance dans un jeu vidéo dans The Elder Scrolls IV: Oblivion (2006).
- 2010 : Screamfest du meilleur acteur dans un drame d'action pour Black Death (2010).
- IGN Summer Movie Awards 2011 : Lauréat du Prix IGN Award du meilleur héros TV dans une série télévisée dramatique dans Le Trône de fer (2011-2019) pour le rôle d'Eddard Stark.
- IGN Summer Movie Awards 2011 : Lauréat du Prix IGN People's Choice Award du meilleur héros TV dans une série télévisée dramatique dans Le Trône de fer (2011-2019) pour le rôle d'Eddard Stark.
- 38e cérémonie des Saturn Awards 2012 : Meilleur acteur dans une série télévisée dramatique dans Le Trône de fer (2011-2019) pour le rôle d'Eddard Stark.
- 41e cérémonie des International Emmy Awards 2013 : International Emmy Award du meilleur acteur dans une série télévisée dramatique pour Accused (2013).
- 2017 : Royal Television Society Awards de la meilleure performance dans une série télévisée dramatique pour Broken (2017).
- British Academy Television Awards 2018 : Meilleur acteur dans une série télévisée dramatique pour Broken (2017).
- CinEuphoria Awards (es) 2020 : Lauréat du Prix d'Honneur de la meilleure distribution dans une série télévisée dramatique pour Le Trône de fer (2011-2019) partagée avec David Benioff (Scénariste), D.B. Weiss (Scénariste), George R.R. Martin (Musique), Ramin Djawadi (Musique), Michele Clapton (Costumière), Amrita Acharia (Actrice), Mark Addy (Acteur), Alfie Allen (Acteur), Josef Altin (Acteur), Jacob Anderson (Acteur), Pilou Asbæk (Acteur), Luke Barnes (Acteur), Ian Beattie (Acteur), Hafþór Júlíus Björnsson (Acteur), David Bradley (Acteur), John Bradley (Acteur), Jim Broadbent (Acteur), Susan Brown (Actrice), Dominic Carter (Acteur), Oona Chaplin (Actrice), Dean-Charles Chapman (Acteur), Gwendoline Christie (Actrice), Emilia Clarke (Actrice), Michael Condron (Acteur), James Cosmo (Acteur), Nikolaj Coster-Waldau (Acteur), Ben Crompton (Acteur), Mackenzie Crook (Acteur), Liam Cunningham (Acteur), Charles Dance (Acteur), Joe Dempsie (Acteur), Stephen Dillane (Acteur), Peter Dinklage (Acteur), Ron Donachie (Acteur), Natalie Dormer (Actrice), Richard Dormer (Acteur), Nathalie Emmanuel (Actrice), Michelle Fairley (Actrice), Tara Fitzgerald (Actrice), Jerome Flynn (Acteur), Brian Fortune (Acteur), Joel Fry (Acteur), Elyes Gabel (Acteur), Aidan Gillen (Acteur), Jack Gleeson (Acteur), Iain Glen (Acteur), Julian Glover (Acteur), Kit Harington (Acteur), Lena Headey (Actrice), Isaac Hempstead-Wright (Acteur), Conleth Hill (Acteur), Ciarán Hinds (Acteur), Kristofer Hivju (Acteur), Tom Hopper (Acteur), Michiel Huisman (Acteur), Paul Kaye (Acteur), Sibel Kekilli (Actrice), Rose Leslie (Actrice), Anton Lesser (Acteur), Richard Madden (Acteur), Faye Marsay (Actrice), Jason Momoa (Acteur), Rory McCann (Acteur), Michael McElhatton (Acteur), Ian McElhinney (Acteur), Philip McGinley (Acteur), Roxanne McKee (Actrice), Hannah Murray (Actrice), Staz Nair (Acteur), Brenock O'Connor (Acteur), Pedro Pascal (Acteur), Daniel Portman (Acteur), Jonathan Pryce (Acteur), Bella Ramsey (Actrice), Iwan Rheon (Acteur), Diana Rigg (Actrice), Richard Rycroft (Acteur), Dar Salim (Acteur), Mark Stanley (Acteur), Donald Sumpter (Acteur), Owen Teale (Acteur), Sophie Turner (Actrice), Carice van Houten (Actrice), Rupert Vansittart (Acteur), Max von Sydow (Acteur), Gemma Whelan (Actrice), Maisie Williams (Actrice) et Tom Wlaschiha (Acteur).

## Voix francophones
En version française, Sean Bean est dans un premier temps doublé par différents acteurs : Maurice Decoster dans Jeux de guerre, Bernard Lanneau dans Scarlett, Patrice Baudrier  dans GoldenEye, Thibault de Montalembert dans Anna Karénine, Patrick Laplace dans Ronin et Michel Vigné dans Pas un mot. À partir de 2001, François-Éric Gendron devient sa voix régulière. Il le double notamment dans la trilogie Le Seigneur des anneaux, Benjamin Gates et le Trésor des Templiers, The Island, L'Affaire Josey Aimes, Game of Thrones, Jupiter : Le Destin de l'univers, The Frankenstein Chronicles, Les Médicis : Maîtres de Florence, Snowpiercer, Time ou encore dans Les Chevaliers du Zodiaque.
En parallèle, il est doublé à trois reprises par Emmanuel Jacomy dans Flight Plan, The Hitcher et Outlaw, à deux reprises chacun par Patrick Béthune dans Percy Jackson : Le Voleur de foudre et Death Race 2, Mathieu Buscatto dans les deux films Silent Hill, Philippe Vincent dans les téléfilms The Red Riding: 1974 et 1983, Bernard Gabay dans Ca$h et Soldiers of Fortune ainsi que par Loïc Houdré dans Black Death et Seul sur Mars. À titre exceptionnel, il est doublé par Guillaume Orsat dans Tom et Thomas, Jean-Claude Leguay dans Equilibrium, Jean-Pol Brissart dans Troie, Mathieu Moreau dans The Dark', Patrice Baudrier le retrouve dans Crusoe tandis que Julien Kramer est sa voix dans Missing : Au cœur du complot.
En version québécoise, Benoît Rousseau est la voix québécoise régulière de l'acteur qu'il double notamment dans Equilibrium, Troie, L'Île, Plan de vol, L'Auto-stoppeur, L'Ascension de Jupiter, Pixels ou encore Seul sur Mars. Denis Roy le double à trois reprises dans Trésor national, Le vent du Nord et  Course à la mort 2.